# Rectenna

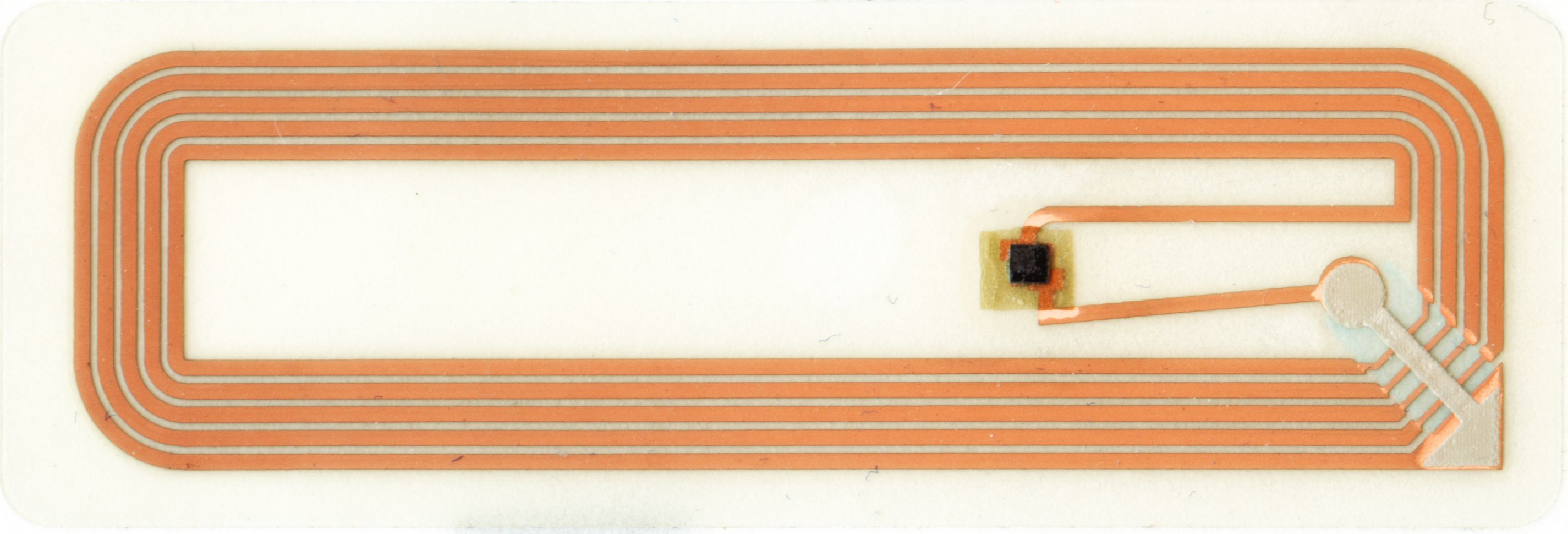
Induktive Antenne zur Energieversorgung des Transponders in einem RFID

Als Rectenna (aus dem Englischen von rectifying antenna, gleichrichtende Antenne) wird eine Schaltungsanordnung bezeichnet, welche hochfrequente elektromagnetische Wellen empfängt und diese dann in eine Gleichspannung umwandelt. Sinn und Zweck besteht darin, nachgeschaltete Elektronikschaltungen mit Energie zu versorgen. Der große Vorteil besteht dabei darin, dass man keine weitere Stromversorgung – wie eine Batterie oder einen Anschluss an das Stromnetz – benötigt.

## Historischer Bezug
In der Anfangszeit der Rundfunktechnik waren Detektorempfänger weit verbreitet. Diese bestanden aus einer Antenne, häufig auch einem Schwingkreis, einem Gleichrichter und einem hochohmigen und empfindlichen Kopfhörer. Dieser Kopfhörer erhielt seine Energie direkt aus dem empfangenen Rundfunksignal. Somit war keine externe Stromversorgung notwendig, und ein Radioempfang war bereits vor der Entwicklung der ersten Verstärkerröhren möglich.
In den 1960er Jahren gab es spezielle Transistor-Selbstversorger-Empfängerschaltungen für Lang-, Mittel- und Kurzwellen, die die Energie zum Betrieb eines einfachen Transistorverstärkers ebenfalls aus der Antenne bezogen; zumindest in Deutschland war der Betrieb jedoch untersagt, da die Rundfunk-Empfangsgenehmigung lediglich die Verwertung der Modulation, nicht jedoch (außer bei reinen Detektorempfängern) der Sendeenergie gestattete. Das Verbot wurde erlassen, nachdem man festgestellt hatte, dass Anwohner im Nahbereich starker Sender ihre Leuchtstofflampen mithilfe einfacher Drahtantennen mit Sendeenergie betrieben.

## Aktuelle Entwicklungen
Um eine Elektronikschaltung zu versorgen, muss eine ausreichende Spannung zur Verfügung gestellt werden. Um Transistoren und eventuell auch integrierte Schaltungen zu betreiben, sind Spannungen von mindestens 0,5 V oder mehr erforderlich. Weiterhin muss auch eine hinreichende elektrische Ladungsmenge (Stromstärke mal Zeit) zur Verfügung gestellt werden.
Die empfangenen Leistungen sind aber üblicherweise nur recht klein. Eine bereits recht hohe Empfangsleistung von −60 dBm – entsprechend 1 nW – muss somit eine lange Zeit (im folgenden Beispiel 4,2 Stunden) zwischengespeichert werden, bis eine Energiemenge zur Verfügung stehen würde, die ausreichen würde, eine elektronische Schaltung z. B. 10 ms lang mit 1 mA und 1,5 V (d. h. 1,5 mW) zu betreiben.
Damit ergibt sich die Forderung, Schaltungen zu entwerfen, welche einen hohen Gesamtwirkungsgrad aufweisen und eine möglichst hohe Gesamtleistung aufnehmen. Hierzu sind zunächst Antennen sinnvoll, welche eine größere Fläche erfassen, eventuell auch eine Zusammenschaltung von mehreren Antennen. Üblicherweise wird der Empfang eines bestimmten Frequenzbandes angestrebt, hierzu ist es sinnvoll, die Antenne in Resonanz zu betreiben, d. h. auf diesen Frequenzbereich abzustimmen.

## Übliche Frequenzbereiche
Um die Antennenabmessungen klein und kompakt zu halten, ist es sinnvoll, mit höheren Frequenzen zu arbeiten, denkbar ist z. B. das 2,4-GHz-ISM-Band, in welchem auch Sender entsprechend kostengünstig erhältlich sind.
Allerdings ist auch das 868-MHz-SRD-Band interessant, insbesondere deshalb, weil hier auch leistungsstärkere Sender bis 500 mW in Deutschland zulässig sind.

## Notwendigkeit eines Versorgungssenders
Üblicherweise finden sich heute in Innenräumen und noch stärker im Freifeld überall hochfrequente Energiefelder von unterschiedlichsten Sendern. Die vorhandenen Leistungen im Bereich der Empfänger sind aber derart klein, dass eine Versorgung einer externen Elektronik nicht möglich ist. Dies gilt selbst dann, wenn eine Elektronik nur kurzzeitig aktiviert werden soll und man dafür mehrtägige Wartezeiten in Kauf nimmt.
Stattdessen ist es notwendig, einen externen Sender bereitzustellen, welcher am Empfangsort eine ausreichende Leistung zur Verfügung stellt. Als minimal notwendige Empfangsleistung ist nach aktuellem Entwicklungsstand ein Wert von ca. −20 bis −30 dBm zu nennen. Auch dann sind allerdings nur Ausgangsspannungen im zweistelligen Millivolt-Bereich direkt realisierbar.
Es ist zu beachten, dass der Versorgungssender nur eine Ausgangsleistung von 0 bis 27 dBm aufweisen darf, abhängig von dem verwendeten Frequenzband. Somit steht ein Linkbudget von 20 bis max. 60 db zur Verfügung, was nur zur Überbrückung kurzer Entfernungen ausreicht, welche max. im Bereich von einigen Metern liegen.

## Schaltungstechnische Realisierung
Im einfachsten Fall verwendet man einen Dipol – abgestimmt und ausgerichtet auf den Versorgungssender. Das hochfrequente Signal wird dann mit einer Schottky-Diode gleichgerichtet, weil diese eine besonders geringe Schwellenspannung von nur etwa 0,2 V aufweist.
Anspruchsvollere Antennen werden als Patchantennen auf einem PCB-Substrat realisiert. Denkbar sind auch zahlreiche andere Antennenformen, auch resonante magnetische Antennen können sinnvoll sein. Auch diese lassen sich bei entsprechend hohen Frequenzen auf einem PCB-Träger realisieren. Deren Abstimmung erfolgt dann mit einem Kondensator auf die entsprechende Sendefrequenz des Versorgungssenders.
Die Energiezwischenspeicherung erfolgt dann mit einem Kondensator. Grundsätzlich wird die Empfangsspannung immer schwanken, somit kann eine weitergehende Spannungsstabilisierung notwendig sein, was aber eine Mindestspannung voraussetzt. Weiterhin ist der Einsatz von Spannungsvervielfacherschaltungen denkbar, um die Ausgangsspannung zu erhöhen. Auch hierbei ist zu beachten, dass eine Mindestspannung für deren Betrieb erforderlich ist.

## Abgrenzung zu anderen Verfahren
Das hier angegebene Verfahren zu Hochfrequenzenergieversorgung eignet sich bevorzugt für höhere Frequenzen und bietet nur eine geringe verfügbare Ausgangsleistung, wenn sich der Empfänger nicht in der Nähe eines sehr starken Senders befindet.
Für niedrigere Frequenzen und höhere Übertragungsleistungen bietet sich demgegenüber ein induktives Verfahren zur Energieübertragung an. Auch durch eine lose induktive Kopplung lassen sich über mehrere Meter noch Geräte im Bereich von einigen Milliwatt permanent versorgen.
Es treten dabei aber entsprechend hohe Magnetfelder auf und es sind große Spulen notwendig, welche den zu versorgenden Raum vollständig umschließen müssen.